# Municipio de Bloomington (Misuri)
El municipio de Bloomington (en inglés: Bloomington Township) es un municipio ubicado en el condado de Buchanan en el estado estadounidense de Misuri. En el año 2010 tenía una población de 674 habitantes y una densidad poblacional de 7,35 personas por km².

## Geografía
El municipio de Bloomington se encuentra ubicado en las coordenadas 39°34′40″N 94°56′31″O / 39.57778, -94.94194. Según la Oficina del Censo de los Estados Unidos, el municipio tiene una superficie total de 91.71 km², de la cual 91,59 km² corresponden a tierra firme y (0,13 %) 0,12 km² es agua.

## Demografía
Según el censo de 2010, había 674 personas residiendo en el municipio de Bloomington. La densidad de población era de 7,35 hab./km². De los 674 habitantes, el municipio de Bloomington estaba compuesto por el 96,74 % blancos, el 0,3 % eran afroamericanos, el 1,19 % eran amerindios, el 0,45 % eran asiáticos, el 0,45 % eran de otras razas y el 0,89 % eran de una mezcla de razas. Del total de la población el 0,59 % eran hispanos o latinos de cualquier raza.